# برينسفيل (كيبك)
برينسفيل (بالإنجليزية: Princeville, Quebec)‏ هي بلدية محلية في كيبيك تقع في كندا في L'Érable Regional County Municipality. يقدر عدد سكانها بـ 5,693 نسمة ومساحتها 196.70 كم2 .

## أعلام
- كلود كورمير
- إدوارد ريتشارد